# It's Time
It's Time je píseň od americké skupiny Imagine Dragons. Píseň se nachází na extended play Continued Silence a i na debutovém studiovém albu skupiny, s názvem Night Visions. "It's Time" je indie rocková skladba a v textu popisuje, že by nikdo neměl měnit sám sebe.
Poté, co byla píseň přezpívána v hudebním seriálu Glee a zazněla mnohokrát v reklamách a televizních pořadech, získala komerční úspěch a umístila se na 15. místě v Billboard Hot 100, na 4. místě v Alternative Songs chart a na 3. místě v Rock Songs chart. Dostala se do nejlepších deseti singlů v hitparádách v Belgii (1. místo), České republice (10. místo), Rakousku (6. místo) a Portugalsku (6. místo). Píseň je 2x platinová na žebříčkách RIAA a CRIA a platinová na ARIA Charts. Byla také nominována v kategorii nejlepší rockové video na MTV Video Music Awards v roce 2012.

## V populární kultuře
- Píseň byla čtenáři časopisu Entertainment Weekly zvolena jako osmá z "Nejlepších singlů roku 2012"
- Objevila se v první epizodě hudebního pořadu AUDIO-FILES, ve které se představila i celá skupina
- Coververze písně se objevila v seriálu Glee v první epizodě čtvrté série "The New Rachel" a zároveň i v upoutávkách na čtvrtou sezónu
- Další coververze zazněla živě ve finále třetí řady soutěže The Voice, kde ho zpívala Cassadee Pope s přáteli
- Objevila se v poslední epizodě šesté sezóny seriálu Super drbna, s názvem New York, I Love You XOXO
- Objevila se v traileru na film The Perks of Being a Wallflower z roku 2012

## Umístění v hitparádách
| Hitparáda (2012)     | Umístění |
| -------------------- | -------- |
| US Billboard Hot 100 | 91       |
| US Rock Songs        | 9        |
| US Alternative Songs | 4        |

### Ocenění
| Rok  | Ocenění                | Kategorie              | Výsledek |
| ---- | ---------------------- | ---------------------- | -------- |
| 2012 | MTV Video Music Awards | Nejlepší rockové video | nominace |

## Datum vydání
| Oblast                 | Datum              | Formát                  | Vydavatelství                    |
| ---------------------- | ------------------ | ----------------------- | -------------------------------- |
| Spojené státy americké | 16. ledna 2012     | Airplay (rádiový singl) | Interscope Records, KIDinaKORNER |
| Spojené království     | 20. února 2012     | Airplay (rádiový singl) | Interscope Records               |
| Evropa                 | 20. února 2012     | Airplay (rádiový singl) | Interscope Records               |
| Kanada                 | 18. srpna 2012     | ke stažení              | Interscope Records, KIDinaKORNER |
| Spojené státy          | 18. srpna 2012     | ke stažení              | Interscope Records, KIDinaKORNER |
| Austrálie              | 9. listopadu 2012  | ke stažení              | Interscope Records               |
| Brazílie               | 9. listopadu 2012  | ke stažení              | Interscope Records               |
| Francie                | 9. listopadu 2012  | ke stažení              | Interscope Records               |
| Itálie                 | 9. listopadu 2012  | ke stažení              | Interscope Records               |
| Rusko                  | 9. listopadu 2012  | ke stažení              | Interscope Records               |
| Jihoafrická republika  | 9. listopadu 2012  | ke stažení              | Interscope Records               |
| Španělsko              | 9. listopadu 2012  | ke stažení              | Interscope Records               |
| Švýcarsko              | 9. listopadu 2012  | ke stažení              | Interscope Records               |
| Nový Zéland            | 9. listopadu 2012  | ke stažení              | Interscope Records               |
| Mexiko                 | 13. listopadu 2012 | ke stažení              | Interscope Records               |
| Německo                | 7. prosince 2012   | ke stažení              | Interscope Records               |
| Spojené království     | 28. dubna 2013     | ke stažení              | Interscope Records               |